# شهرک کویانگکیائو
شهرک کویانگکیائو (به لاتین: Quyangqiao Township) یک شهرک در جمهوری خلق چین است که در بخش ژنگدینگ واقع شده‌است.